# Markus Reiner
Pour les articles homonymes, voir Reiner.
Markus Reiner (en hébreu : מרכוס ריינר), né le 5 janvier 1886 et mort le 25 avril 1976, est un ingénieur israélien, figure majeure de la rhéologie.

## Biographie
Markus Reiner est né en 1886 à Czernowitz (Bucovine), appartenant alors à l'Autriche-Hongrie, et obtint un diplôme en génie civil de la Technische Hochschule à Vienne (Université technique de Vienne). Après la Première Guerre mondiale, il émigra en Palestine mandataire où il travailla en tant qu'ingénieur. Après la proclamation de l'État d'Israël, il devint professeur au Technion (Institut de technologie d'Israël) à Haïfa. Cet institut créa en son honneur la chaire Markus Reiner en mécanique et rhéologie.

## Recherche
Markus Reiner ne fut pas seulement une figure majeure de la rhéologie, il en créa le terme avec E. C. Bingham et fonda une société savante pour son étude. En plus du terme « rhéologie » et de ses publications, il est connu pour les équations de Buckingham-Reineret de Reiner-Riwlin (écrite maintenant Reiner-Rivlin), le nombre de Deborah et l'effet théière (Teapot effect), une explication de pourquoi le thé se renverse à l'extérieur du bec plutôt que dans la tasse.

## Distinction et récompense
- Membre de l'Académie israélienne des sciences et lettres
- Lauréat du prix Israël en sciences exactes en 1958[2]

## Source
- (en) Cet article est partiellement ou en totalité issu de l’article de Wikipédia en anglais intitulé « Markus Reiner » (voir la liste des auteurs).